# Hilda Krouthén
Hilda Krouthén, född Åberg 1831, död 1909, var en svensk affärskvinna.
Åberg arbetade som sömmerska då hon 1857 gifte sig med handelsmannen Conrad Krouthén. Han hade i oktober 1854 tagit över den Westmanska manufakturaffäreren vid Stora torget i Linköping som han drev framgångsrikt. År 1858 fick paret sonen Johan Krouthén. Samma år flyttades verksamheten med affären till en modernare lokal i Stora hotellets byggnad, som också låg vid Stora torget. 
När maken dog 1867, blev den 35-åriga Hilda Krothén ensamstående mor med fem barn. Hon drev vidare verksamheten på egen hand. Under hennes ledning flyttade affären till Östgötabankens nybyggda bankpalats i hörnet Storgatan – Sankt Larsgatan och öppnade en ny filial vid Stora torget. Det visade sig att hon var mer framgångsrik som handelsman än sin framlidne make och var under 1880 den enda kvinnan bland Linköpings rikaste inkomsttagare. Hon expanderade till Jonn O. Nilsons nybyggda lokaler vid Stora torget och öppnade en mattaffär, som från våren 1900 även började sälja velocipeder. Samma vår överlät Hilda  verksamheten till sin näst äldste son Carl. Som pensionär flyttade hon till sitt sommarhus vid Sommen. Under sonens ägartid gick rörelsen i konkurs 1904. Hilda Krouthén, då 73 år, tog åter över och avvecklade verksamheten under två år under mer ordnade former.